# Боровой (Новосибирская область)
Боровой — упразднённый посёлок в Искитимском районе Новосибирской области. На момент упразднения входил в состав Быстровского сельсовета. Исключен из учётных данных в 2002 году.

## География
Посёлок располагался на правом берегу Новосибирского водохранилища в месте впадения в него реки Атамановки, в 0,5 км (по прямой) к западу от села Быстровка.

## История
Упразднён решение Новосибирского областного Совета депутатов № 4603 от 20.09.2002 года.